# افرام هرشکو
افرام هرشکو (به عبری: אברהם הרשקו) (زاده ۳۱ دسامبر ۱۹۳۷) زیست‌شیمیدان اسرائیلی و برنده جایزه نوبل شیمی در سال ۲۰۰۴ است.
وی مدرک دکتری خود را در سال ۱۹۶۹ میلادی از مرکز درمانی هداسا و دانشکده علوم پزشکی دانشگاه عبری اورشلیم دریافت کرد.
وی هم‌اکنون استاد علوم پزشکی در دانشگاه فنی تخنیون حیفا است.